# تیلور جنکینز رید
تیلور جنکینز رید (انگلیسی: Taylor Jenkins Reid؛ زادهٔ ۲۰ دسامبر ۱۹۸۳) مؤلف آمریکایی است که مشهورترین اثر وی هفت همسر اویلین هوگو است. رید حرفه خود را در ابتدا با تهیه‌کنندگی فیلم آغاز کرد. نخستین اثر وی با عنوان گسسته تا همیشه در سال ۲۰۱۳ منتشر شد. او با فیلم‌نامه‌نویس آلکس جنکینز رید ازدواج کرده و در لس‌آنجلس زندگی می‌کند. از سایر کتاب‌های وی که به فارسی نیز ترجمه شده می‌توان به کتاب شاید در دنیای دیگر (۲۰۱۵) اشاره داشت.